# Ментор (Охајо)
Ментор (енгл. Mentor) град је у америчкој савезној држави Охајо.

## Демографија
По попису из 2010. године број становника је 47.159, што је 3.119 (-6,2%) становника мање него 2000. године.
| Група             | 2000.          | 2010.          |
| Белци             | 48.650 (96,8%) | 44.984 (95,4%) |
| Афроамериканци    | 324 (0,6%)     | 454 (1,0%)     |
| Азијати           | 597 (1,2%)     | 646 (1,4%)     |
| Хиспаноамериканци | 363 (0,7%)     | 624 (1,3%)     |
| Укупно            | 50.278         | 47.159         |